# Ruslan Šumans'kyj
Ruslan Mykolajovyč Šumans'kyj (in cirillico: Руслан Миколайович Шуманський?; 21 gennaio 2006) è un combinatista nordico ucraino.

## Biografia
Attivo dal gennaio del 2022, Ruslan Šumans'kyj ai Mondiali di Trondheim 2025, sua prima presenza iridata, si è classificato 42º nel trampolino lungo e 9º nella gara a squadre; non ha esordito in Coppa del Mondo e non ha preso parte a rassegne olimpiche.